# Pereval Ala-Bel
Pereval Ala-Bel (ryska: Pereval Ala-Bel’, Перевал Ала-Бель) är ett bergspass i Kirgizistan.   Det ligger i oblastet Talas, i den nordvästra delen av landet, 140 km sydväst om huvudstaden Bisjkek. Pereval Ala-Bel ligger 3 175 meter över havet.
Terrängen runt Pereval Ala-Bel är kuperad åt nordost, men åt sydväst är den bergig. Terrängen runt Pereval Ala-Bel sluttar västerut. Runt Pereval Ala-Bel är det mycket glesbefolkat, med 6 invånare per kvadratkilometer. Det finns inga samhällen i närheten. Trakten runt Pereval Ala-Bel består i huvudsak av gräsmarker.